# سوره مدنی
به سوره‌هایی از قرآن که منسوب به سال‌های پس از هجرت محمد به مدینه هستند، مدنی می‌گویند.

## ویژگی‌های سوره‌های مدنی
این سوره‌ها و آیات موجود در آن طولانی هستند. از مطالب مطرح شده در این سوره‌ها می‌توان به بحث‌ها با اهل کتاب، یهودی و نصاری، و دعوت آن‌ها به توحید اسلام، دعوت به جهاد و بیان احکام فردی و اجتماعی مانند نماز، روزه، زکات، خمس، حدود، قصاص، اهل ذمه، جزیه و ارث اشاره کرد.

## معیار و ملاک تشخیص سوره‌های مکی و مدنی
طبق آماری که از روایات ترتیب نزول به دست می‌آید، ۸۶ سوره مکی و ۲۸ سوره مدنی است که آن‌ها را در سه معیار مورد بررسی قرار می‌دهیم:
1. معیار زمان: بیشتر مفسرین معتقدند که معیار مکی یا مدنی بودن هجرت محمد از مکه به مدینه است.

هر سوره‌ای که پیش از هجرت نازل شده مکی و هر سوره‌ای که پس از هجرت نازل شده است مدنی به‌شمار می‌رود، خواه در مدینه نازل شده باشد خواه در سفرها و حتی در مکه در سفر حج یا عمره یا پس از فتح، چون پس از هجرت بوده است، مدنی محسوب می‌شود؛ بنابراین آیاتی که پس از خروج از مکه و پیش از ورود به مدینه، در راه بر محمد نازل شده است مکی محسوب می‌شود، مثلاً آیه «اِنَّ الذیَ فَرَض علیکَ القرآنَ لَرادّک اِلی معادٍ…(۱۱)» براساس این تعریف و ملاک که پس از خروج از مکه در راه بر محمد نازل شده، مکی است.
1. معیار مکان: هر آیه یا سوره ای در شهر مکه و پیرامون آن نازل شده مکی است و هر آیه یا سوره ای در مدینه و پیرامون آن نازل شده باشد مدنی است خواه پیش از هجرت یا پس از آن نازل شده باشد. در این باره سیوطی روایتی آورده است که محمد گفت: «اُنزل فی ثلاثة امکنّه: مکة و المدینة و الشام» که طبق گفته ابن‌کثیر، مقصود از شام، تبوک است(۱۲).

۳ـ معیار خطاب: هر سوره‌ای که در آن خطاب به مشرکان می‌کند مکی و هر سوره‌ای که در آن خطاب به مؤمنان می‌کند مدنی است. در این زمینه از عبداللّه بن مسعود حدیثی آورده‌اند که گفته است: هر سوره که «یاایهاالناس» در آن بکار رفته باشد، مکی است و هر سوره که «یاایهاالذین آمنوا» در آن به کار رفته باشد مدنی است(۱۳)، زیرا در مدینه غلبه با مؤمنان بوده و در مکه با مشرکان بوده است؛ مثلاً در سوره بقره که جزو سوره‌های مدنی به‌شمار می‌رود، در آن «یاایهاالناس» بکار رفته است که کلیت این معیار را خدشه‌دار کرده است.